# Podnoszenie ciężarów na Letnich Igrzyskach Olimpijskich 2008 – waga ponad 75 kg kobiet
Rywalizacja w wadze powyżej 75 kg kobiet w podnoszeniu ciężarów na Letnich Igrzyskach Olimpijskich 2008 została rozegrana w dniu 16 sierpnia 2008 roku w hali Pekińskiego Uniwersytetu Aeronautyki i Astronautyki.

## Terminarz
| Data             | Godzina |         |
| ---------------- | ------- | ------- |
| 16 sierpnia 2008 | 19:00   | Grupa A |

## Wyniki
| Pozycja | Grupa | Zawodniczka        | Reprezentacja     | Waga   | Rwanie | Rwanie | Rwanie | Podrzut | Podrzut | Podrzut | Wynik | Uwagi             |
| Pozycja | Grupa | Zawodniczka        | Reprezentacja     | Waga   | 1      | 2      | 3      | 1       | 2       | 3       | Wynik | Uwagi             |
| ------- | ----- | ------------------ | ----------------- | ------ | ------ | ------ | ------ | ------- | ------- | ------- | ----- | ----------------- |
| 1. !    | A     | Jang Mi-ran        | Korea Południowa  | 116,75 | 130    | 136    | 140,   | 175     | 183     | 186,    | 326   | ,                 |
| DSQ     | A     | Olha Korobka       | Ukraina           | 166,97 | 120    | 124    | 127    | 150     | 153     | -       | 277   | [ 1 ] [ 2 ] [ 3 ] |
| DSQ     | A     | Marija Grabowiecka | Kazachstan        | 112,93 | 115    | 115    | 120    | 145     | 150     | 152     | 270   | [ 4 ] [ 5 ] [ 6 ] |
| 2. !    | A     | Ele Opeloge        | Samoa             | 123,89 | 113    | 116    | 119    | 145     | 150     | 152     | 269   |                   |
| 3. !    | A     | Mariam Usman       | Nigeria           | 115,30 | 115    | 115    | 120    | 145     | 150     | 156     | 265   |                   |
| 4.      | A     | Cheryl Haworth     | Stany Zjednoczone | 136,29 | 112    | 115    | 118    | 140     | 144     | 150     | 259   |                   |
| 5.      | A     | Julija Dowhal      | Ukraina           | 96,05  | 114    | 114    | 118    | 140     | 140     | 147     | 258   |                   |
| 6.      | A     | Deborah Acason     | Australia         | 94,19  | 109    | 113    | 115    | 135     | 135     | 140     | 248   |                   |
| 7.      | A     | Victoria Mavridou  | Grecja            | 102,15 | 100    | 105    | 107    | 121     | 126     | 128     | 231   |                   |
| 8.      | A     | Cristina Cornejo   | Peru              | 117,50 | 93     | 97     | 99     | 123     | 128     | 130     | 225   |                   |
| -       | A     | Eva Dimas          | Salwador          | 86,85  | 100    | 105    | 105    | 127     | 127     | 127     | DNF   |                   |